# Loodlijn (wiskunde)
In de wiskunde is een loodlijn (ook normaal) op een object een lijn die loodrecht staat op dat object. De naam is afkomstig van het schietlood, een instrument in de bouw om de loodrechte neerwaartse richting, de loodlijn, te bepalen. Een paal of muur staat 'in het lood' als ze de richting van het schietlood volgen, dus loodrecht op het aardoppervlak staan.
De loodlijn is ook de kortste verbindingsrechte tussen een lineaire variëteit (bijvoorbeeld een lijn of een vlak) en een punt dat zich daarbuiten bevindt. Als de lineaire variëteit een rechte is, is de hoek waaronder de loodlijn op deze rechte staat 90° (de loodlijn staat loodrecht op de rechte). Hetzelfde geldt voor de hoek die de loodlijn maakt met de raaklijn van een kromme lineaire variëteit.

Een loodlijn (weergegeven in rood) tussen een punt en een lijn.
Een loodlijn (weergegeven in rood) tussen een punt en een vlak.
Een loodlijn (weergegeven in rood) tussen een punt en een kromme.